# Carl Ludwig Frommel
Carl Ludwig Frommel (Birkenfeld, 29 aprile 1789 – Ispringen, 6 febbraio 1863) è stato un pittore e incisore tedesco.

## Biografia

Pittoreskes Italien, 1840

Terzo figlio di Wilhelm Frommel (1759–1837), architetto e paesaggista e della moglie Sophia Magdalena Schneider (1766–1804) dal 1805 studiò pittura e calcografia a Karlsruhe, dove tra i suoi insegnanti vi furono Philipp Jakob Becker e il calcografo di corte Christian Haldenwang. Nel 1809 visitò Parigi, dove l'imperatrice Giuseppina di Beauharnais lo incaricò della realizzazione di un ciclo di dodici acquerelli raffiguranti paesaggi.
Dal 1813 soggiornò in Italia, visse per un periodo a Roma dove frequentò i Nazareni; insieme agli architetti Friedrich von Gärtner e Joseph Daniel Ohlmüller visitò la Sicilia.
Venne nominato professore a Karlsruhe, dove fondò la Società dell'arte e dell'industria. Dopo una visita a Londra (1824) per presentarsi con la tecnica dell'incisione dell'acciaio, aprì uno studio con Henry Winkles a Karlsruhe. Dal 1830 al 1858 egli fu direttore di una galleria. Suo figlio fu il pastore e scrittore Emil Frommel.
Fra i suoi allievi si ricorda Franz Abresch.

## Opere
- (DE) Pittoreskes Italien, vol. 1, Leipzig, Ch. E. Kollmann, 1840.
- (DE) Pittoreskes Italien, vol. 2, Leipzig, Ch. E. Kollmann, 1840.